# 黄崖洞镇
黄崖洞镇，是中华人民共和国山西省长治市黎城县下辖的一个乡镇级行政单位。

## 地名来历
清康熙二十一年《黎城县志》载：“东崖底”。相传，原村庄座落在1千米外之东山崖下，故名东崖底。因镇政府驻地在东崖底村，故旧镇名为东崖底镇。2001年1月，因镇域内有抗战时期著名的兵工革命胜地黄崖洞，为纪念革命胜地，镇名更名为黄崖洞镇。

## 历史沿革
春秋属黎侯国。隋开皇十八年（598年）置黎、潞两县，属上党郡。1943年10月因抗战所需，东崖底镇划入黎北县。1945年抗战胜利后黎北县撤销，复归黎城县、建国初期，曾与西井镇划为第六区。1956年分为东崖底、看后、西村三个乡。1958年公社化时，三乡联成红专人民公社。1961年改称东崖底人民公社。1984年5月建乡时，更名为东崖底镇。2001年1月改为黄崖洞镇。
2019年6月24日，柒树村撤销，并入到宽章村，更名为宽章村。
2019年12月18日，赵姑村撤销，并入到上河村，更名为上河村；南山村撤销，并入到下赤峪村，更名为下赤峪村；四方山村撤销，并入到东崖底村，更名为东崖底村；寺峪峧村撤销，并入到小寨村，更名为小寨村。

## 行政区划
截至2021年，黄崖洞镇下辖17个村：
东崖底村、南陌村、西头村、水峧村、上河村、下赤峪村、上赤峪村、麻池滩村、白寺峧村、佛崖底村、看后村、清泉村、北陌村、方向村、小寨村、西村和宽章村。

## 文物保护单位
| 名称                 | 编号                 | 分类                        | 时代                 | 所在县区             | 地址                 | 公布时间             | 图片                 |
| 全国重点文物保护单位 | 全国重点文物保护单位 | 全国重点文物保护单位        | 全国重点文物保护单位 | 全国重点文物保护单位 | 全国重点文物保护单位 | 全国重点文物保护单位 | 全国重点文物保护单位 |
| -------------------- | -------------------- | --------------------------- | -------------------- | -------------------- | -------------------- | -------------------- | -------------------- |
| 黄崖洞兵工厂旧址     | 6-908                | 近现代重要史迹 及代表性建筑 | 1941年               | 黎城县               | 黄崖洞镇赤峪村       |                      |                      |
| 山西省文物保护单位   |                      |                             |                      |                      |                      |                      |                      |
| 冀南银行宽嶂旧址     | 6-332                | 近现代重要史迹 及代表性建筑 | 1939年               | 黎城县               | 黄崖洞镇宽嶂村       | 2021年8月4日         |                      |